# La Defensa, Misantla
La Defensa är en ort i Mexiko.   Den ligger i kommunen Misantla och delstaten Veracruz, i den sydöstra delen av landet, 240 km öster om huvudstaden Mexico City. La Defensa ligger 33 meter över havet och antalet invånare är 1 540.
Terrängen runt La Defensa är platt åt nordväst, men åt sydost är den kuperad. Runt La Defensa är det ganska tätbefolkat, med 222 invånare per kvadratkilometer. Närmaste större samhälle är Martínez de la Torre, 11,1 km väster om La Defensa. Omgivningarna runt La Defensa är en mosaik av jordbruksmark och naturlig växtlighet.